# Chiesa di Notre-Dame (Caudebec-en-Caux)
La chiesa di Notre-Dame di Caudebec-en-Caux è la chiesa principale della cittadina di Caudebec-en-Caux, nella valle della Senna, tra Rouen e Le Havre.
Re Enrico IV avrebbe detto che questa era una delle più belle chiese di Francia: «È la più bella cappella del regno». In effetti, questo manifesto dello stile gotico fiammeggiante e dell'inizio del rinascimento non contiene un transetto, allo stesso titolo della Chiesa di San Maclovio a Rouen, a questa coeva, e che giustifica la classificazione "regia" di cappella. È classificata come monumento storico dal 1840.

## Esterni
- Tutt'intorno alla balaustra del tetto è scritto, in lettere gotiche scolpite, un passaggio Magnificat.
- Il suo portale ovest è finemente scolpito e decorato di tutt'un popolo di sculture (333 all'origine) rappresentanti santi, ma anche personaggi della vita quotidiana dell'epoca, tra i quali un suonatore di loure, che costituisce una delle rare rappresentazioni di questo strumento musicale ormai scomparso. Purtroppo tutto fu mutilato dai calvinisti durante le guerre di religione francesi e, in occasione della seconda guerra mondiale, con gli incendi provocati dai bombardamenti del giugno 1940. Tuttavia questi piccoli personaggi del lato sud di questa facciata ovest sono stati restaurati ed è stato reso il loro aspetto originale.
- La torre campanaria non è centrale come a San Maclovio, ma situata contro il collaterale sud dell'edificio e s'innalza fino a 54 m dal suolo. La finezza della decorazione della sua guglia traforata è stata imitata nella regione (a Norville, ad esempio) e deve in parte la sua fama alle sue tre corone di fiordalisi, la « tiara » di Caudebec[2]. Essa mostra ancora le tracce di un bombardamento alleato del 1944.

## Interni
- Le splendide vetrate del XV secolo stupiscono il visitatore. Al di sopra del portale del basso lato nord, si segnalano le quattro vetrate di fattura britannica che datano dall'inizio della costruzione della chiesa (probabilmente le più antiche), offerte da Foulques Eyton, capitano della guarnigione britannica durante la guerra dei cent'anni. Una di esse rappresenta san Giorgio, patrono dell'Inghilterra, che atterra il drago. Il suo corrispondente, l'Arcangelo Michele, patrono della Normandia e poi del Regno di Francia, che anch'egli atterra un drago, si trova accanto a questo portale, sulla destra. La maggior parte delle vetrate dell'epoca, soprattutto nelle cappelle del collaterale nord, rappresentano santi in piedi, patroni dei vari mestieri, offerte dalle loro corporazioni, numerose in questa città molto industrializzata in quell'epoca.
- Le vetrate del XVI secolo sono ancora più celebri. Esse ornano quattro vani nelle due ultime travature gotico-rinascimentali della facciata ovest. Due altre vetrate rinascimentali ornano parimenti le finestre basse della facciata ovest. Esse provengono forse dalla bottega del maestro vetraio olandese, attivo a Rouen, Arnoldo di Nimega, che ha realizzato anche le vetrate della chiesa di Santa Giovanna d'Arco di Rouen. Esse rappresentano particolarmente scene dell'Antico Testamento o della vita di Cristo: Gesù e la Samaritana al pozzo di Giacobbe, Mosè e la traversata del Mar Rosso da parte degli ebrei, l'Ultima Cena, i re magi, la vita di San Giovanni Battista e un Albero di Jesse. Si può constatare che il mastro vetraio, nella rappresentazione del passaggio attraverso il Mar Rosso, ha rappresentato il mare e i suoi flutti, di color rosso!
- La chiave di volta della cappella della Vergine misura 4,5 m e pesa 7 tonnellate.
- L'organo rinascimentale ha 45 registri ripartiti su 4 tastiere.
- I fonti battesimali in legno scolpito rendono anch'essi famoso l'edificio religioso[3].